# 田中啓司 (物理学者)
田中 啓司（たなか けいじ）は、日本の応用物理学者、応用物性工学者。研究領域は、アモルファス半導体、カルコゲン化物ガラス、固体の光学特性など。

## 概要
1980年6月、「As-S系アモルファス半導体薄膜における光誘起屈折率変化」により、北海道大学より工学博士を取得。1990年代から北海道大学大学院工学研究科教授として アモルファス半導体の研究などに取り組んだ。2011年には、定年退職し、引き続き特任教授として北海道大学に籍を置いたが、翌2012年には、特任教授の契約期間も満了した。

## 栄誉・受賞
- 2001年 - 第1回オブシンスキー賞 (Ovshinsky Award)[1]（カルコゲン化物における光誘起流動性の発見に対して）[7]
- 2010年 - 「ランダム系物性、特にカルコゲナイドガラスの光誘起現象の研究」により、応用物理学会フェロー表彰（第4回）[1][8]
- 2011年 - APEX/JJAP編集貢献賞[9]